# Kanton Ville-en-Tardenois
Der Kanton Ville-en-Tardenois war bis 2015 ein französischer Wahlkreis im Arrondissement Reims im Département Marne und in der Region Champagne-Ardenne; sein Hauptort war Ville-en-Tardenois, Vertreter im Generalrat des Départements war ab 2004 Michel Caquot.
Der Kanton Ville-en-Tardenois war 218,24 km² groß und hatte im Jahr 2006 12.370 Einwohner.

## Gemeinden
Der Kanton bestand aus 38 Gemeinden:
| Gemeinde                     | Einwohner Jahr | Fläche km² | Bevölkerungsdichte | Code INSEE | Postleitzahl |
| ---------------------------- | -------------- | ---------- | ------------------ | ---------- | ------------ |
| Aougny                       | 108 (2013)     | –          | – Einw./km²        | 51013      | 51170        |
| Aubilly                      | 47 (2013)      | –          | – Einw./km²        | 51020      | 51170        |
| Bligny                       | 119 (2013)     | –          | – Einw./km²        | 51069      | 51170        |
| Bouilly                      | 182 (2013)     | –          | – Einw./km²        | 51072      | 51170        |
| Bouleuse                     | 195 (2013)     | –          | – Einw./km²        | 51073      | 51170        |
| Branscourt                   | 276 (2013)     | –          | – Einw./km²        | 51081      | 51170        |
| Brouillet                    | 87 (2013)      | –          | – Einw./km²        | 51089      | 51170        |
| Chambrecy                    | 143 (2013)     | –          | – Einw./km²        | 51111      | 51170        |
| Chaumuzy                     | 399 (2013)     | –          | – Einw./km²        | 51140      | 51170        |
| Coulommes-la-Montagne        | 231 (2013)     | –          | – Einw./km²        | 51177      | 51170        |
| Courcelles-Sapicourt         | 369 (2013)     | –          | – Einw./km²        | 51181      | 51170        |
| Courmas                      | 190 (2013)     | –          | – Einw./km²        | 51188      | 51170        |
| Écueil                       | 316 (2013)     | –          | – Einw./km²        | 51225      | 51170        |
| Faverolles-et-Coëmy          | 542 (2013)     | –          | – Einw./km²        | 51245      | 51170        |
| Germigny                     | 190 (2013)     | –          | – Einw./km²        | 51267      | 51170        |
| Gueux                        | 1.704 (2013)   | –          | – Einw./km²        | 51282      | 51170        |
| Janvry                       | 138 (2013)     | –          | – Einw./km²        | 51305      | 51170        |
| Jouy-lès-Reims               | 213 (2013)     | –          | – Einw./km²        | 51310      | 51170        |
| Lagery                       | 201 (2013)     | –          | – Einw./km²        | 51314      | 51170        |
| Lhéry                        | 77 (2013)      | –          | – Einw./km²        | 51321      | 51170        |
| Marfaux                      | 145 (2013)     | –          | – Einw./km²        | 51348      | 51170        |
| Méry-Prémecy                 | 57 (2013)      | –          | – Einw./km²        | 51364      | 51170        |
| Les Mesneux                  | 838 (2013)     | –          | – Einw./km²        | 51365      | 51170        |
| Muizon                       | 2.164 (2013)   | –          | – Einw./km²        | 51391      | 51170        |
| Pargny-lès-Reims             | 418 (2013)     | –          | – Einw./km²        | 51422      | 51170        |
| Poilly                       | 90 (2013)      | –          | – Einw./km²        | 51437      | 51170        |
| Romigny                      | 205 (2013)     | –          | – Einw./km²        | 51466      | 51170        |
| Rosnay                       | 328 (2013)     | –          | – Einw./km²        | 51468      | 51170        |
| Sacy                         | 383 (2013)     | –          | – Einw./km²        | 51471      | 51170        |
| Saint-Euphraise-et-Clairizet | 228 (2013)     | –          | – Einw./km²        | 51479      | 51170        |
| Sarcy                        | 242 (2013)     | –          | – Einw./km²        | 51523      | 51170        |
| Savigny-sur-Ardres           | 262 (2013)     | –          | – Einw./km²        | 51527      | 51170        |
| Serzy-et-Prin                | 177 (2013)     | –          | – Einw./km²        | 51534      | 51170        |
| Tramery                      | 152 (2013)     | –          | – Einw./km²        | 51577      | 51170        |
| Treslon                      | 216 (2013)     | –          | – Einw./km²        | 51581      | 51140        |
| Ville-Dommange               | 412 (2013)     | –          | – Einw./km²        | 51622      | 51390        |
| Ville-en-Tardenois           | 642 (2013)     | –          | – Einw./km²        | 51624      | 51170        |
| Vrigny                       | 199 (2013)     | –          | – Einw./km²        | 51657      | 51390        |

## Bevölkerungsentwicklung
| 1962  | 1968  | 1975  | 1982   | 1990   | 1999   | 2006   |
| ----- | ----- | ----- | ------ | ------ | ------ | ------ |
| 6.742 | 7.644 | 8.472 | 10.527 | 11.464 | 11.913 | 12.370 |